# Phytophthora infestans
Phytophthora infestans изазива болест кромпира у народу познату под различитим именима као пламењача кромпира, кромпирова трулежница, кромпирова куга. Економски је веома значајна. 

## Распрострањење
Врста је широко распрострањена. У Европу је интродукована из Јужне Америке четрдесетих година прошлог века. У то време болест је у Западној Европи посебно у Ирској где је кромпир био главна храна, изазвала глад и помор људи. Иако данас имамо доста сигурне методе заштите кромпира од овог паразита (садња отпорних сорти, третирање фунгицидима), штете које од ње трпи пољопривреда су веома велике.

## Опис
Ph. infestans развија мицелију у међућелијским просторима, а у ћелије домаћина улазе само хаусторије. Услед дејства паразита на листовима се појављују тамне зоне одумрлог ткива. У случају јаке заразе осуши се цео лист. На наличју листова уочавају се беле скраме. Оне представљају спорангиофоре који настају на мицелији у листу домаћина и кроз његове стоме у сноповима излазе на површину.

## Циклус развића
Спорангиофори су симподијално разгранати, а на њима настају лимунасте зооспорангије. Оне се целе откидају и преносе ваздушним струјама или капима кише на друге листове, где у капи воде клијају у 6-8 зооспора. Након кратког кретања заодевају се зидом и клијају у примарну хифу, која кроз стому или непосредно кроз епидермис доспева у ткиво листа. Зооспорангије доспеле на земљиште могу да се спусте до површине кртоле коју такође инфицира. На зараженим кртолама појаве се сиве пеге. У складиштима заражене кртоле иструну. 
Гљива презимљује у слабо оболелим кртолама. Ако се оне употребе као садни материјал долази до појаве болести. Врста се у Европи размножава бесполно, ретко образује ооспоре. Зато што је хетероталусна, за полно размножавање потребна су јој оба типа талуса, а у Европи се развија само један. 
Phytophthora infestans може да зарази и црвени парадајз, као и неке друге биљке из фамилије Solanaceae.